# Eois plana
Eois plana är en fjärilsart som beskrevs av Paul Dognin 1918. Eois plana ingår i släktet Eois och familjen mätare. Inga underarter finns listade i Catalogue of Life.